# جوزيف ألكازار
جوزيف ألكازار (بالفرنسية: Joseph Alcazar)‏ (15 يونيو 1911 - 4 أبريل 1979) لاعب كرة قدم فرنسي راحل كان يجيد اللعب في خط الهجوم.
لعب طوال مسيرته الرياضية في أندية جمعية حرية وهران (1926-1927) أولمبي مرسيليا (1927-1936) أولمبيك ليل (1936-1937) نيس (1937-1939) أولمبيك أيفيان (1939-1940) سينت تروبيز (1940) أيكس (1940) فوسيين (1940) أولمبي مرسيليا (1940-1942) شاتو غومبير (1942-1943).
مثل منتخب فرنسا في 11 مباراة مسجلا هدفين (1931-1935). شارك مع منتخب فرنسا في بطولة كأس العالم 1934 في إيطاليا حيث خرج من الدور الثمن النهائي.

## وصلات خارجية
- جوزيف ألكازار على موقع الاتحاد الدولي (مؤرشف)  (الإنجليزية)
- جوزيف ألكازار على موقع قاعدة بيانات كرة القدم.إي يو (الإنجليزية)
- جوزيف ألكازار على موقع ناشيونال فوتبول تيمز (الإنجليزية)
- جوزيف ألكازار على موقع عالم كرة القدم.نت (الإنجليزية)
- سيرة ذاتية